# 1964년 AFC 아시안컵
1964년 AFC 아시안컵은 1964년 5월 26일부터 6월 3일까지 이스라엘에서 개최된 3번째 AFC 아시안컵이다.
마지막 토너먼트는 조별 리그로 편성되었으며, 개최국인 이스라엘이 완벽한 3승을 기록하며 우승하였다.

## 예선
1964년 AFC 아시안컵 예선은 특이하게 진행되었다. 7팀중 3팀이 예선에 참가해서 1팀이 본선에 진출하고 3팀은 예선에서 탈락하고 3팀은 자동으로 본선에 진출하였다.

### 본선 진출국

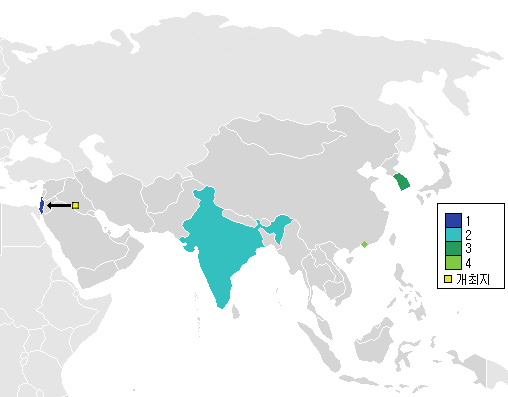
본선 진출국

- 이스라엘은 개최국으로서 본선에 진출했다.
- 대한민국은 전 대회 우승자로서 본선에 진출했다. (대한민국 축구 국가대표 B팀이 본선에 참가하였다.)
- 인도는 다른 나라의 기권 때문에 본선에 진출했다. (인도는 이란, 파키스탄과 예선을 치르게 되었는데 파키스탄과 이란이 모두 정치적 문제로 기권하자 인도는 자동으로 결승 토너먼트에 진출하게 되었다.)

본선에 진출한 1팀은 다음과 같다.
- 홍콩

예선에서 탈락한 3팀은 다음과 같다.
- 베트남 공화국
- 태국
- 말레이시아

## 개최 도시 및 경기장
| 라마트간            | 하이파                    | 텔아비브            | 예루살렘             |
| ------------------- | ------------------------- | ------------------- | -------------------- |
| 라마트간 경기장     | 키리아트엘리에제르 경기장 | 블룸필드 경기장     | 히브리 대학교 경기장 |
| 수용 인원: 41,583명 | 수용 인원: 17,000명       | 수용 인원: 22,000명 | 수용 인원: 16,000명  |
|                     |                           |                     |                      |

## 경기 결과
| 순위 | 팀       | 승점 | 경기수 | 승 | 무 | 패 | 득 | 실 | 득실차 |
| ---- | -------- | ---- | ------ | -- | -- | -- | -- | -- | ------ |
| 1    | 이스라엘 | 6    | 3      | 3  | 0  | 0  | 5  | 1  | +4     |
| 2    | 인도     | 4    | 3      | 2  | 0  | 1  | 5  | 3  | +2     |
| 3    | 대한민국 | 2    | 3      | 1  | 0  | 2  | 2  | 4  | −2     |
| 4    | 홍콩     | 0    | 3      | 0  | 0  | 3  | 1  | 5  | −4     |

| 홍콩 | 0 – 1  | 이스라엘       |
| ---- | ------ | -------------- |
|      | 리포트 | 슈피글레르 76′ |

| 대한민국 | 0 – 2  | 인도                      |
| -------- | ------ | ------------------------- |
|          | 리포트 | K. 아팔라라주 2′ · 싱 57′ |

| 이스라엘                                 | 2 – 0  | 인도 |
| ---------------------------------------- | ------ | ---- |
| 슈피글레르 29′ (페널티킥) · 아하로니 76′ | 리포트 |      |

| 대한민국   | 1 – 0  | 홍콩 |
| ---------- | ------ | ---- |
| 박승옥 74′ | 리포트 |      |

| 인도                                   | 3 – 1  | 홍콩       |
| -------------------------------------- | ------ | ---------- |
| 싱 45′ · 사마자파티 60′ · 고스와미 77′ | 리포트 | 리쿽컹 39′ |

| 대한민국   | 1 – 2  | 이스라엘            |
| ---------- | ------ | ------------------- |
| 이순명 79′ | 리포트 | 레온 20′ · 티시 38′ |

## 우승국
| AFC 아시안컵 우승             |
| 이스라엘                      |
| 1964년 AFC 아시안컵           |
| 제3대 아시아 챔피언(1회 우승) |
| ----------------------------- |
| 1964년                        |

## 득점자
2골
- 모르데하이 슈피글레르
- 인더 싱

1골
- 요하이 아하로니
- 모시 레온
- 기돈 티시
- K. 아팔라라주
- 수쿠마 사마자파티
- 추니 고스와미
- 박승옥
- 이순명
- 리쿽컹

## 팀 득점 기록
5골
- 이스라엘
- 인도

2골
- 대한민국

1골
- 홍콩